# الهيئة العليا للصحة
الهيئة العليا للصحة (بالفرنسية: Haute Autorité de santé)‏ (HAS) هي سلطة عامة مستقلة ذات طابع علمي تتمتع بشخصية أخلاقية، أنشأها القانون الفرنسي الصادر في 13 أغسطس 2004 والمتعلق بالتأمين الصحي.
مهنتها علمية. إن وضعها القانوني كسلطة عامة مستقلة (IPA) ، وهو أكثر أشكال استقلالية السلطة الإدارية المستقلة إنجازًا، يمنحها شخصية قانونية متميزة عن شخصية الدولة. أصبحت سارية المفعول منذ 1 يناير 2005. ومقرها في سان دينيس لا بلين.
بلغت ميزانيتها التشغيلية في عام 2014 حوالي 50.6 مليون يورو، ووظفت 410 موظفا واستخدمت خطًا نشطًا يضم حوالي 2800 خبير ومهني صحي خارجي، بما في ذلك 550 خبيرًا زائرًا في مجال اختصاصات الصحة.